# سلام کوچولو
سلام کوچولو نام برنامه‌ای رادیویی، مخصوص قشر کودکان و خردسالان است که توسط عذرا وکیلی، مجری و تهیه‌کنندهٔ با سابقهٔ رادیو در کنار تهیه برنامه‌های رادیویی برای بزرگسالان، چهار دهه است که این برنامه را روی آنتن رادیو ایران می‌رود. با وجود این که این برنامه سال‌هاست که پخش می‌شود، اما هنوز در بین شنوندگانش تازگی دارد.
این برنامه ۴۰ سال بدون وقفه از رادیو ایران پخش می‌شود.

## فعالیت
زمانی که عذرا وکیلی برای کار کودک به رادیو آمد برنامه سلام کوچولو حدود یک سال روی آنتن می‌رفت و بچه‌های بزرگ‌تر با صدای کودکانه در این برنامه حرف می‌زدند. و ادای بچه‌ها را در می‌آوردند. وقتی کار را تحویل گرفت از بچه‌های خردسال استفاده کرد.
برای اولین بار بود در رادیو بچه‌های چهار ساله همراه یک مجری برنامه اجرا می‌کرد. علاوه بر آن بچه‌ها را آزاد می‌گذاشت تا با همراهی هم برنامه را به نتیجه برسانند. در واقع این مسئله باعث موفقیت برنامه سلام کوچولو شد و از آن به بعد اجازه نداد بچه‌های بزرگتر در این برنامه کار کنند.

## رامین جوادپور

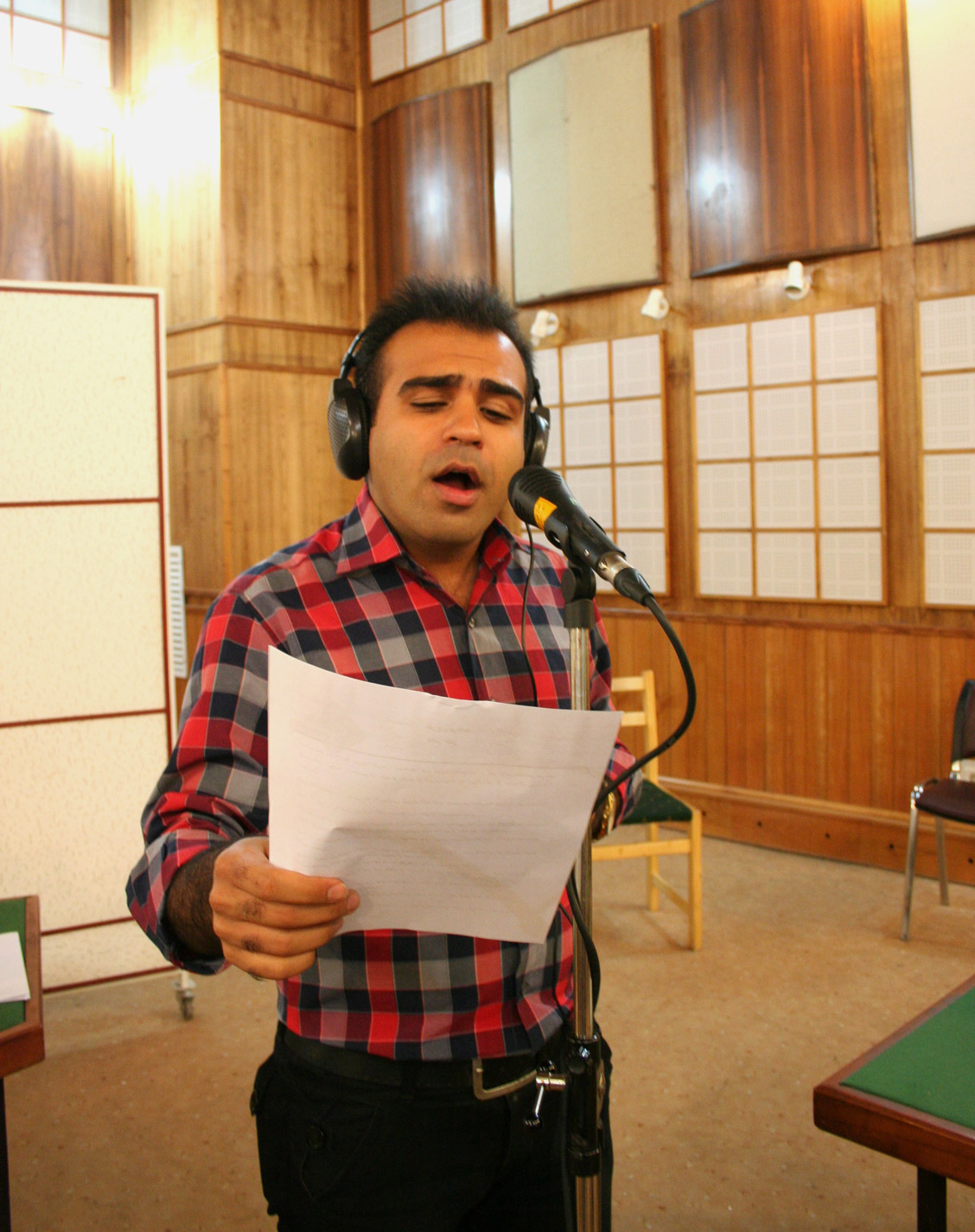
رامین جوادپور متولد 29 تیر ماه 1365 در حال خوانندگی در برنامه کوی نشاط ، رادیو ایران،اردیبهشت ماه ۱۳۹۲

رامین جوادپور از دوران بچگی با عذرا وکیلی برنامه اجرا کرده و در حال حاضر آهنگسازی و خوانندگی این برنامه را بر عهده دارد. رامین جوادپوراز سال 1371 و در سن 6 سالگی وارد رادیو ایران شده و ضمن آشنایی باعذرا وکیلی، به عنوان مجری خردسال به برنامه سلام کوچولو آمد. وی از آن زمان تا کنون با عذرا وکیلی کار می‌کند و هم‌اکنون به عنوان تهیه‌کننده برنامه‌های رادیویی در برنامه‌های راه شب چهارشنبه شب رادیو ایران، هنر زندگی و دختر آدم،پسر حوا مشغول به فعالیت بوده و در برنامه‌های طنز دلخنده و کوی نشاط، محصول دفتر طنز رادیو ایران بهبازیگری وآهنگسازی و خوانندگی می‌پردازد. وی در برنامه تلویزیونی قند پهلو مدیر برنامه‌ریزی و دستیار کارگردان است.